# Blue (web-série)
Pour les articles homonymes, voir Blue.
Blue est une web-série dramatique américaine créée par Rodrigo García, avec Julia Stiles. L'épisode pilote fut diffusé le 11 juin 2012. La série était à l'origine diffusée par la chaîne WIGS sur YouTube mais la troisième saison fut finalement diffusée par Hulu, sur la Fox, et sur le site web WIGS. Cette troisième saison est composée de quatre longs épisodes de 40 à 60 minutes, contrairement au format court des épisodes des deux premières saisons,.
Depuis sa sortie, Blue a obtenu plusieurs distinctions, dont un Satellite Award en 2013, et trois prix IAWTV : meilleur directeur de théâtre (Rodrigo García) en 2014 et meilleure actrice dans la catégorie drame (Julia Stiles) en 2013 et 2014.

## Synopsis
Blue (Julia Stiles) est une mère de famille avec une double vie comme travailleuse du sexe. Elle va tout faire pour le cacher à son fils Josh (Uriah Shelton), mais son passé a d'autres plans[incompréhensible].

## Distribution

### Acteurs principaux
| Acteur        | Rôle | Épisodes | Saisons              | Saisons              | Saisons              |
| Acteur        | Rôle | Épisodes | 1                    | 2                    | 3                    |
| ------------- | ---- | -------- | -------------------- | -------------------- | -------------------- |
| Julia Stiles  | Bleu | 40       | Personnage principal | Personnage principal | Personnage principal |
| Uriah Shelton | Josh | 24       | Personnage principal | Personnage principal | Personnage principal |

### Autres acteurs
- Brooklyn Lowe : Francesca
- Kathleen Quinlan : Jessica
- Carla Gallo : Rose
- James Morrison : Olsen
- Brian Shortall
- Alexz Johnson : Satya
- Jacob Vargas : Roy
- Jane Stiles O'Hara : Lara
- Eric Stoltz : Arthur
- Amir Arison : Leonard
- David Harbour : Cooper
- Taylor Nichols : Bill
- Rocky Carroll : Robert
- Kendall Custer
- Michael Hyatt : Claire
- Daren Kagasoff : Daren
- Chad Lindberg : Sam
- Sarah Stoecker : Chasseur
- Joel McKinnon Miller : M. Weston
- Sarah Paulson : Lavinia
- Laura Spencer : Vanessa
- Mark Consuelos : Daniel
- Wanda De Jesus : Cynthia
- William Petersen : Mitch
- Samantha Quan : Dana
- Michelle Forbes : Marisa
- Richard Pagano : Mick
- Holly Robinson Peete : Holly
- Cassidy Boyd : Alicia
- Darin Heames : Nicolas
- Manny Jimenez : Jr Ernesto
- JC Gonzalez : Harry
- James Jordanie : Raphaël
- Tony Plana : Stribling
- Jeanne Tripplehorn : Vera

## Émission de télévision
La série a été éditée en dix épisodes d’une heure chacun pour la  télévision (dont les six premiers épisodes composés de compilations d’épisodes courts), et diffusée sur les chaînes internationales de Lifetime (au Royaume-Uni et en Afrique). Les dates ci-après correspondent à leur première diffusion au Royaume-Uni. La série a été créée aux États-Unis sur LMN le 8 juillet 2016 sous le titre Blue: A secret life.
Chaque compilation est nommée d'après un extrait de dialogue. Les webisodes sont pas tous utilisés dans l'ordre où ils ont été diffusés en ligne. Julia Stiles n'apparaît pas dans les webisodes marqués d'un astérisque. Aux États-Unis, LMN a diffusé le contenu de la troisième saison en cinq compilations d'épisodes intitulés Appelez-Moi Francine, Déshabille-toi, Une Histoire de l'Anxiété, Votre Client Favori, et de Choix.
| Épisode | Webisodes                        | Titre de l'épisode            | Titres des Webisodes | Réalisateur    | Écrit par                  | Date de diffusion |
| ------- | -------------------------------- | ----------------------------- | --- | -------------- | -------------------------- | ----------------- |
| 1       | Saison 1, épisodes 1 à 6         | Blue Rules                    | Mom Son You Rule Long Day Blue? You're Good Jack The Ripper                                                                          | Rodrigo García | Rodrigo García             | 2 mars 2015       |
| 2       | Saison 1, épisodes 7 à 12        | When Have I Lied To You?      | Paying For Sex A Decent Girl That's My Drug Star Student You Lie To Me Too Give An Old Man A Break                                   | Rodrigo García | Rodrigo García             | 9 mars 2015       |
| 3       | Saison 2, épisodes 1 à 7         | Who Raises A Child Like This? | See And Be Seen What Kind Of A Name Is Blue? It's Just A Crutch Everything Is A Test How Do You Do? Glue And Lubricant Wow, Wow, Wow | Rodrigo García | Rodrigo García Karen Graci | 16 mars 2015      |
| 4       | Saison 2, épisodes 8 à 13 et 15  | We Were In Love               | On My Own The Truth Hurts A Man's Permission Make Yourself At Home Old Habits Die Hard Doubling The Equation In The Running          | Rodrigo García | Rodrigo García Karen Graci | 23 mars 2015      |
| 5       | Saison 2, épisodes 16 à 21       | Good Looking Boy              | Savages Hard Time The Details You're Not A Freak, Are You? Getting To The Point I'm Not A Stalker                                    | Rodrigo García | Rodrigo García Karen Graci | 30 mars 2015      |
| 6       | Saison 2, épisodes 14 et 22 à 26 | Where Were You, Mom?          | Are You Clean? Role Play Winning With A Straight Answer Choices Add Up Where Were You?                                               | Rodrigo García | Rodrigo García Karen Graci | 6 avril 2015      |
| 7       | Saison 3, épisode 1              | Call Me Francine              | | Rodrigo García | Rodrigo García             | 13 avril 2015     |
| 8       | Saison 3, épisode 2              | Planets Colliding             | | Rodrigo García | Rodrigo García Karen Graci | 20 avril 2015     |
| 9       | Saison 3, épisode 3              | A History Of Anxiety          | | Rodrigo García | Rodrigo García             | 27 avril 2015     |
| 10      | Saison 3, épisode 4              | Make Me Feel Good             | | Rodrigo García | Rodrigo García Karen Graci | 4 mai 2015        |

## Prix et nominations
| Année | Association         | Catégorie                             | Candidat(s)                                                             | Résultat   |
| ----- | ------------------- | ------------------------------------- | ----------------------------------------------------------------------- | ---------- |
| 2013  | Satellite Awards    | Meilleur format court                 | Julia Stiles                                                            | Nomination |
| 2014  | Art Directors Guild | Format court                          | Rachel Myers, Philip Toolin, Kurt Meisenbach (Épisode: The Truth Hurts) | Nomination |
| 2014  | IAWTV               | Meilleur réalisateur, catégorie drame | Rodrigo García                                                          | Lauréat    |
| 2014  | IAWTV               | Meilleure Actrice, catégorie théâtre  | Julia Stiles                                                            | Lauréat    |